# Гргул Бранкович
Гргул Голубич, также известен как Цезарь Григорий (умер до 16 июля 1398) — сербский феодал второй половины XIV века. Второй сын севастократора Бранко Младеновича, который управлял областью Охрид в правление сербского короля Стефана Уроша Душана.

## Биография
Его дед Младен был военачальником сербских королей Стефана Уроша Милутина (1282—1321) и Стефана Уроша Дечанского (1321—1331). Младен и его брат Николай были первыми известными представителями рода Бранковичей, которые находились в некотором родстве с сербской королевской династией Неманичей. Родовые земли Бранковичей находились в Дренице в области Косово.
Гргул Бранкович с титулом цезаря управлял областью Полог (современная Северная Македония).
Он упоминается с титулом цезаря в письме папы римского Иннокентия VI к царю Сербии Стефану Урошу Душану в 1347 году. Также Гргул Бранкович упомянут в грамотах Стефана Душана за 1348—1354 годы для монастыря в Призрене, которые указывают, что Гргул управлял регионом в окрестностях Призрена.
Гргул и епископ Григорье из Девола основали монастырь Заумьский монастырь (Церковь Святой Девы Заумьской, Богородицы Заумьской) на озере Охрид, рядом с городом Заумь, куда принес культ Девы Заумьской.